# 白马站 (平安北道)
白馬站（：／ Paengma yŏk */?）是朝鮮民主主義人民共和國平安北道枇岘郡的一個鐵路車站，属于白马线。

## 邻近车站
白马线
龍溪里站 - 白馬站 - 石下站